# Harry Seidler

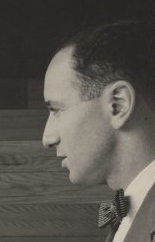
Harry Seidler in 1954

Harry Seidler (25 juni 1923 – 9 maart 2006) was een Australische architect die als de meest invloedrijke modernist van het land wordt gezien en de eerste die zich volledig hield aan de principes van Bauhaus. Hij heeft een belangrijk stempel gedrukt op de skyline van Sydney, met wolkenkrabbers als Australia Square, MLC Centre en Horizon Apartments.
- Bibsys: 3059137
- Bibliothèque nationale de France: cb14529991s (data)
- Catàleg d'autoritats de noms i títols de Catalunya: 981058516706406706
- CiNii: DA06877310
- Gemeinsame Normdatei: 118612867
- International Standard Name Identifier: 0000 0001 1084 1020
- Library of Congress Control Number: n82024215
- Nationale Bibliotheek van Tsjechië: xx0132026
- Nationale bibliotheek van Australië: 35488236
- Nationale Bibliotheek van Israël: 987007570054105171
- Nationale en Universitaire bibliotheek Zagreb: 000483228
- Nederlandse Thesaurus van Auteursnamen: 071206485
- RKD-Nederlands Instituut voor Kunstgeschiedenis: 303120
- SNAC: w6jh3kgd
- Système universitaire de documentation: 070142416
- Trove: 525466
- Union List of Artist Names: 500011564
- Virtual International Authority File: 112781054
- WorldCat: E39PBJhRJRQWfFbpwJm7VBT8md